# Anisocentropus golem
Anisocentropus golem is een schietmot uit de familie Calamoceratidae. De soort komt voor in het Oriëntaals gebied.